# Eucalyptus piperita
Eucalyptus piperita, comúnmente conocido como menta piperita de Sydney (Sydney Peppermint) y menta piperita de frutos de urna (Urn-fruited Peppermint), es un árbol nativo de los bosques de Nueva Gales del Sur, Australia.

## Descripción
Tiene la corteza gris, rugosa y finamente fibrosa en su tronco, pero sus ramas son lisas y blancas. Las hojas adultas son verde-azulosas opacas y con frecuencia oblicuas. Las flores amarillas-verdosas se producen en racimos de siete o más desde finales de la primavera y mediados del verano. El fruto es desde urceolado (parecido a una urna) hasta una forma de barrilito.

## Usos
El aceite esencial de las hojas de E.piperita ha sido usado para malestares estomacales.
El 'tipo' E.piperita tiene una producción de aceite del peso en fresco de 2.25% conteniendo piperitona (40-50%) y felandreno.

## Distribución y hábitat
E. piperita se distribuye en las mesetas y áreas costeras del centro y sur de Nueva Gales del Sur.

## Taxonomía
Eucalyptus piperita fue descrita por (Sm.) Hort. ex DC. y publicado en J. Voy. N.S.W. 226. 1790.
Etimología
Eucalyptus: nombre genérico que proviene del griego antiguo: eû = "bien, justamente" y kalyptós = "cubierto, que recubre". En Eucalyptus L'Hér., los pétalos, soldados entre sí y a veces también con los sépalos, forman parte del opérculo, perfectamente ajustado al hipanto, que se desprende a la hora de la floración.
piperita: epíteto latíno que significa "como la pimienta".
Variedades y Sinonimia
subsp. piperita.
- Metrosideros aromatica K.D.Koenig & Sims in R.A.Salisbury, Prodr. Stirp. Chap. Allerton: 351 (1796).
- Eucalyptus piperata Stokes, Bot. Mat. Med. 3: 69 (1812).
- Eucalyptus scabra Dum.Cours., Bot. Cult., ed. 2, 7: 280 (1814).
- Eucalyptus piperita var. brachycorys Benth., Fl. Austral. 3: 208 (1867).
- Eucalyptus piperita var. eugenioides Benth., Fl. Austral. 3: 208 (1867).
- Eucalyptus piperita var. laxiflora Benth., Fl. Austral. 3: 207 (1867).
- Eucalyptus bottii Blakely, J. Proc. Roy. Soc. New S. Wales 61: 163 (1927).
- Eucalyptus aromatica (K.D.Koenig & Sims) Domin, Biblioth. Bot. 89: 461 (1928).

subsp. urceolaris (Maiden & Blakely) L.A.S.Johnson & Blaxell, Contr. New South Wales Natl. Herb. 4: 381 (1973). 
- Eucalyptus urceolaris Maiden & Blakely in J.H.Maiden, Crit. Revis. Eucalyptus 8: 10 (1929).[8]